# Трент (Техас)
Трент (англ. Trent) — місто (англ. town) в США, в окрузі Тейлор штату Техас. Населення — 295 осіб (2020).

## Географія
Трент розташований за координатами 32°29′18″ пн. ш. 100°7′24″ зх. д. / 32.48833° пн. ш. 100.12333° зх. д. (32.488410, -100.123336).  За даними Бюро перепису населення США в 2010 році місто мало площу 1,05 км², уся площа — суходіл.

## Демографія
Згідно з переписом 2010 року, у місті мешкало 337 осіб у 133 домогосподарствах у складі 91 родини. Густота населення становила 322 особи/км².  Було 156 помешкань (149/км²).
Расовий склад населення:
| - 89,3 % — білих - 1,5 % — чорних або афроамериканців - 0,6 % — корінних американців - 4,5 % — осіб інших рас |

До двох чи більше рас належало 4,2 %. Частка іспаномовних становила 9,5 % від усіх жителів.
За віковим діапазоном населення розподілялося таким чином: 25,5 % — особи молодші 18 років, 55,5 % — особи у віці 18—64 років, 19,0 % — особи у віці 65 років та старші. Медіана віку мешканця становила 40,7 року. На 100 осіб жіночої статі у місті припадало 90,4 чоловіків;  на 100 жінок у віці від 18 років та старших — 87,3 чоловіків також старших 18 років.
Середній дохід на одне домашнє господарство  становив 58 540 доларів США (медіана — 39 861), а середній дохід на одну сім'ю — 62 457 доларів (медіана — 39 821). За межею бідності перебувало 17,9 % осіб, у тому числі 28,6 % дітей у віці до 18 років та 23,5 % осіб у віці 65 років та старших.
Цивільне працевлаштоване населення становило 153 особи. Основні галузі зайнятості: освіта, охорона здоров'я та соціальна допомога — 37,9 %, сільське господарство, лісництво, риболовля — 9,8 %, науковці, спеціалісти, менеджери — 9,2 %.